# Joy M'Batha
Joy Nirak Fikile M'Batha, mest känd under sitt artistnamn Joy, född 13 november 1994 i Malmö, är en svensk rappare, artist och konstnär och uppvuxen i Stehag och Malmö.

## Biografi
Joy fick sitt stora genombrott hösten 2014 med Lorentz singel Där dit vinden kommer och senare singeln Kattliv, producerad av Mats Norman från Mash Up International. Joy var i februari 2015 med och mixade om Linda Piras Knäpper Mina Fingrar där även Rosh, Cleo med flera bidrog. M'Batha medverkade även på Timbuktus remixalbum För Livet Till Döden - Remixerna på spåret Spring tillsammans med Lilla Namo, Dida, JaQe och Promoe. 
Tillsammans med Frej Larsson har hon gjort låten "Mitt team" som är den officiella svenska låten vid EM i fotboll 2016.
Hon har turnerat i Norden under sommaren 2015 tillsammans med musikgruppen Maskinen. Maskinen och M'Batha möttes 2014 i första säsongen av webb-tv-serien Nästa nivå, där nya rappare paras ihop med mer etablerade artister och producenter. På turnén gjordes bland annat spelningar på Bråvallafestivalen och Malmöfestivalen.
2016 blev hon nominerad till årets nykomling i P3 Guld. 2017 reste hon runt i Bohuslän som en av huvudpersonerna i SVT:s Ebbots ark tillsammans med Ebbot Lundberg, Annika Norlin och Lasse Holm.
År 2018 hade M’Batha sin första konstutställning på Snickarbacken 7 i Stockholm  och släppte i samma period sin första engelska EP Thirsty.
I juni 2019 släppte hon singeln Spegel tillbaka tillsammans med Panda da Pandaoch uppträdde på festivaler som Täby Summerbreak tillsammans med Zeventine och Westpride i Göteborg.

## Diskografi

### EP
| År   | EPdetaljer                                                                                         | Spår                                                                         |
| ---- | -------------------------------------------------------------------------------------------------- | ---------------------------------------------------------------------------- |
| 2015 | Glädjeflickan - Släppt: 15 juni 2015 - Skivbolag: Goldenbest Records - Format: Digital nedladdning | 1. Ingen Hejd 2. Hakuna M'Batha 3. Ängelina Jolie 4. Jag Har Änte Gjort Nått |

### Singlar
| År   | Singeldetaljer                                                                                              | Spår                                                                 |
| ---- | --- | -------------------------------------------------------------------- |
| 2015 | Jag har änte gjort nått - Släppt: 21 maj 2015 - Skivbolag: Goldenbest Records - Format: Digital nedladdning | 1. Jag Har Änte Gjort Nått 2. Jag Har Änte Gjort Nått (Instrumental) |
| 2015 | Ingen hejd - Släppt: 24 februari 2015 - Skivbolag: Goldenbest Records - Format: Digital nedladdning         | 1. Ingen Hejd 2. Ingen Hejd (Instrumental)                           |
| 2014 | Kattliv - Släppt: 23 oktober 2014 - Skivbolag: Goldenbest Records - Format: Digital nedladdning             | 1. Kattliv                                                           |